# FC Rodina Moscú
El club Rodina de Moscú, es un equipo de fútbol de Rusia que juega en la Primera División de Rusia, 

## Historia
Fue fundado en el año 2007 en la capital Moscú originalmente como una escuela de fútbol, pero que en 2010 crea a un primer equipo que compite en las Liga de Fútbol Amateur de Rusia, aunque el equipo queda inactivo al terminar la temporada.
El equipo regresa a las competiciones en 2014 en las que está participando en tres temporadas donde estuvo siempre entre la mitad hacia abajo de la clasificación, dejando de participar dos años después.
En 2019 adquiere una plaza dentro de la Segunda División de Rusia así como su primera participación en la Copa de Rusia, en la que es eliminado en la primera ronda. En la siguiente temporada alcanza los octavos de final de la Copa de Rusia, y logra el título de su grupo en la temporada 2021/22 y con ello el ascenso a la Primera División de Rusia por primera vez.

## Palmarés
- Segunda División de Rusia: 1

2021/22